# Van Gogh (film 1948)
Van Gogh è un documentario d'arte del 1948 diretto da Alain Resnais e incentrato sul celebre pittore olandese Vincent van Gogh.

## Contenuti
Il cortometraggio ruota attorno a quattro luoghi (Nuenen, Parigi, Provenza e Auvers-sur-Oise), sviluppati attorno ad opere di Van Gogh. Ne nasce un'interpretazione personale e originale del famoso olandese.

## Analisi
Van Gogh è un documentario originale, che presenta scelte non banali: ad esempio le opere pittoriche vengono riprese dalla macchina da presa come se fossero delle autentiche porzioni di realtà; in quest'ultimo caso Resnais gioca sull'apparente difformità tra spazio pittorico - centripeto, perché in un quadro lo sguardo tende istinvamente a dirigersi dai limiti della cornice verso il centro, e spazio cinematografico - centrifugo, per cui lo sguardo tende a spaziare più liberamente, in quanto la porzione di realtà percepità sembra proseguire al di là del limiti dell'inquadratura.
Trattare cinematograficamente le opere di Van Gogh come porzioni di realtà è una straordinaria intuizione, rafforzato da uno spregiuducato utilizzo del campocontrocampo e delle dissolvenze: il risultato è un'interpretazione geniale, anche se parziale e arbitraria, dell'olandese.
Van Gogh è un esempio di documentario formalista.

## Riconoscimenti
- 1948 - Mostra internazionale d'arte cinematografica
  - Medaglia d'oro per il miglior film d'arte figurativa